# Sarracenia ahlesii
Sarracenia ahlesii este o specie de plante carnivore din genul Sarracenia, familia Sarraceniaceae, ordinul Ericales, descrisă de S. Bell și Amp; Case. Conform Catalogue of Life specia Sarracenia ahlesii nu are subspecii cunoscute.